# Kožlany
Pour les articles homonymes, voir Kozlany.
Kožlany (en allemand : Koschlan) est une ville du district de Plzeň-Nord, dans la région de Plzeň, en République tchèque. Sa population s'élevait à 1 484 habitants en 2022.

## Géographie
Kožlany se trouve à 5 km à l'est-nord-est de Kralovice, à 31 km au nord-nord-est du centre de Plzeň et à 65 km à l'ouest-sud-ouest de Prague.
La commune est limitée par Čistá et Břežany au nord, par Slatina à l'est, par Všehrdy, Černíkovice et Brodeslavy au sud-est, par Bohy et Kozojedy au sud, et par Výrov et Kralovice à l'ouest.

## Histoire
La première mention écrite de la localité date du XIIe siècle.

## Administration
La commune se compose de cinq sections :
- Buček
- Dřevec
- Hedčany
- Hodyně u Dřevce
- Kožlany

## Galerie

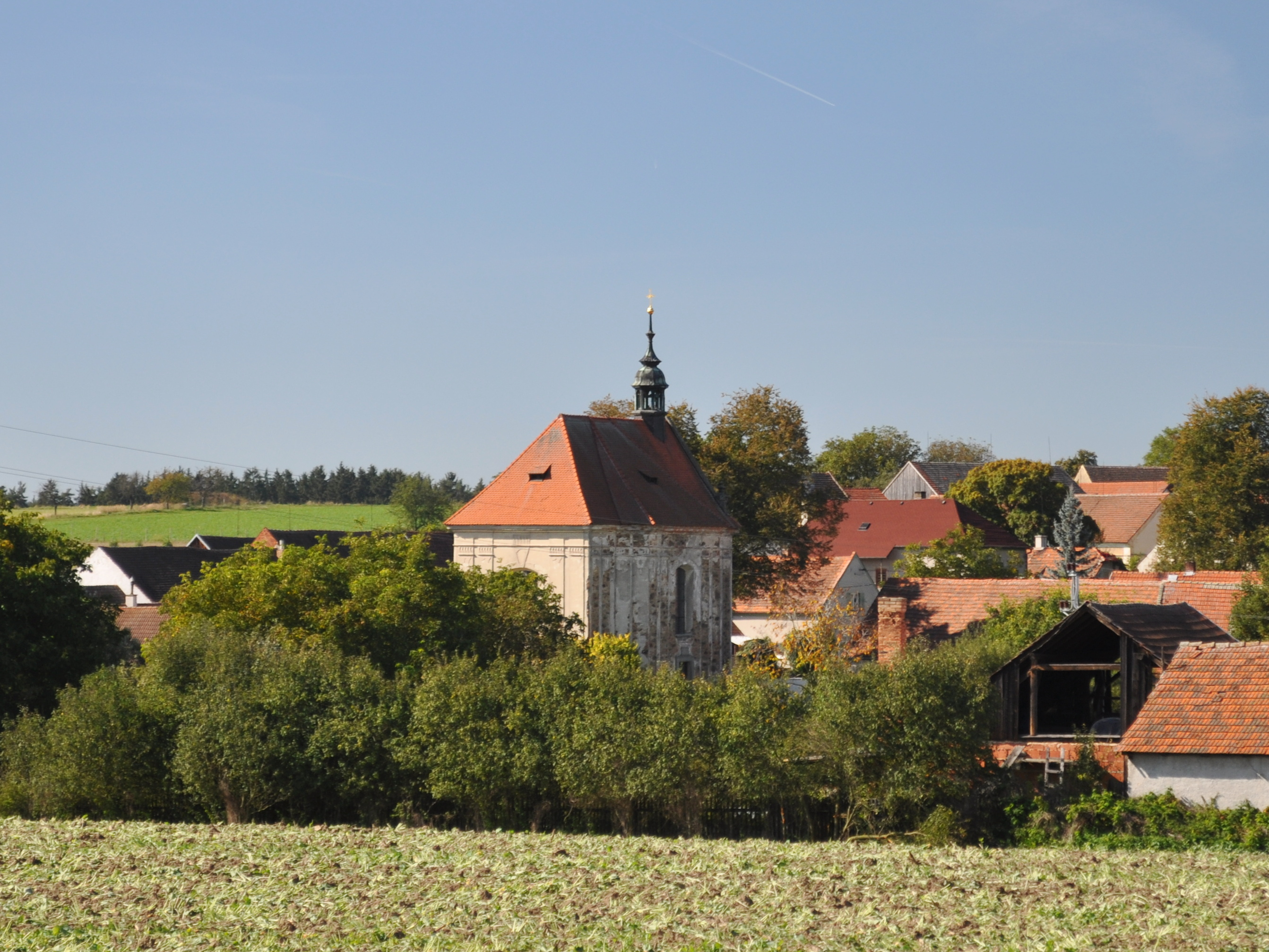
Chapelle Saint-Jean-Baptiste à Hodyně.
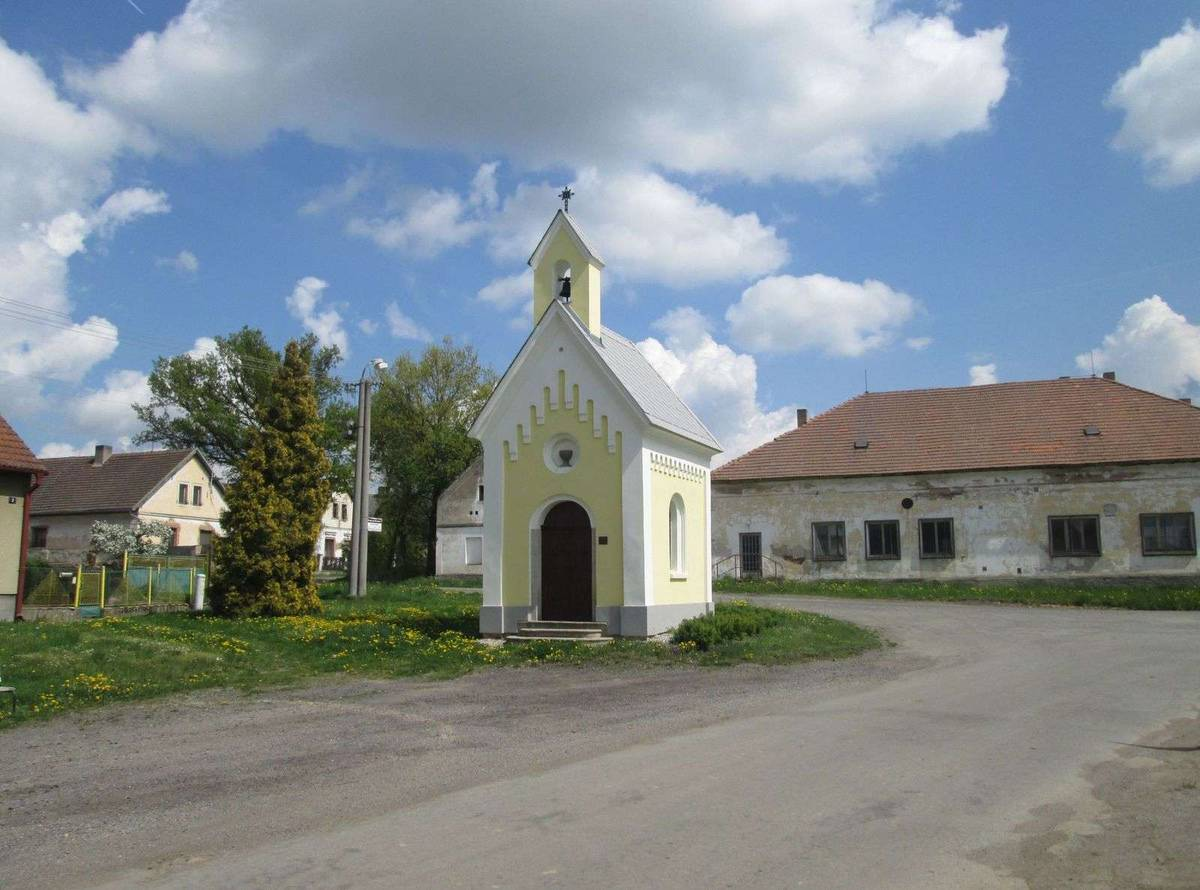
Chapelle à Dřevec.

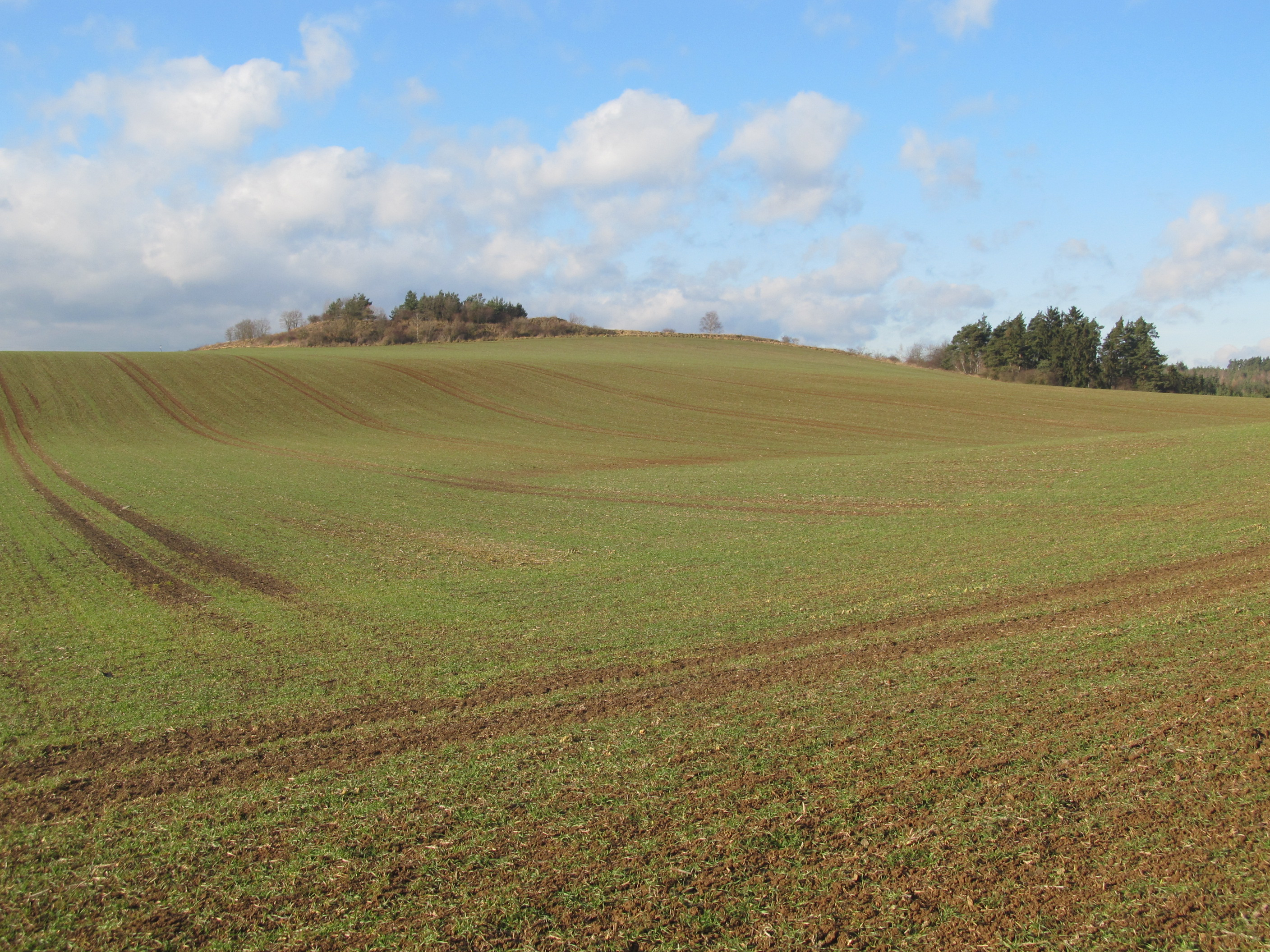
Kožlany  : colline de Sibenik.
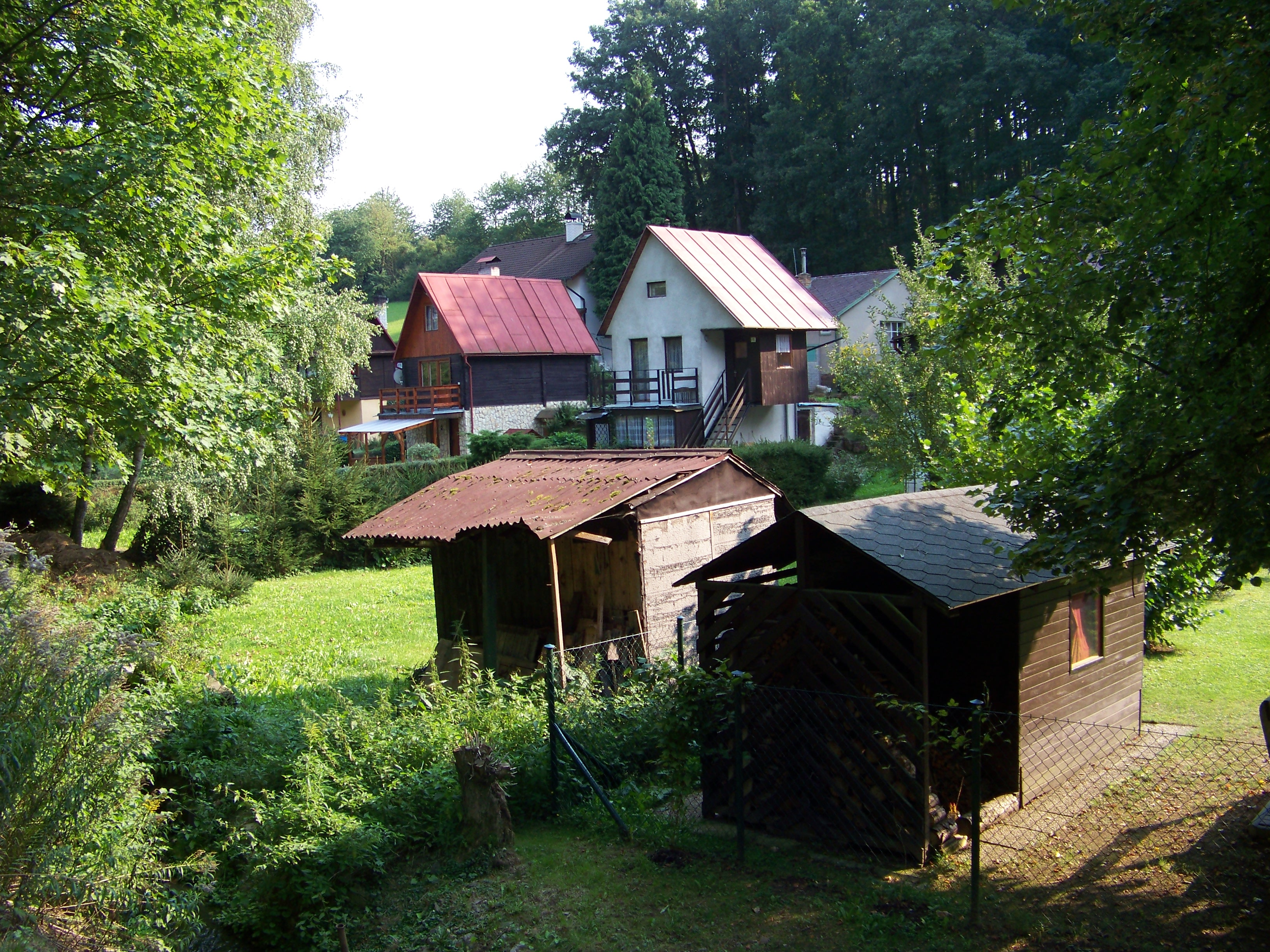
Chalets au bord du ruisseau Hradecky.

## Transports
Par la route, Kožlany se trouve à 4 km de Kralovice, à 24 km de Rakovník, à 38 km de Plzeň et à 83 km de Prague. 